# 10. kongres Zveze komunistov Slovenije
10. kongres Zveze komunistov Slovenije je potekal v veliki dvorani Cankarjevega doma v Ljubljani med 17. in 19. aprilom 1986.  Potekal je v času naraščajoče gospodarske krize, mednacionalnih sporov in čedalje opaznejšega nezadovoljstva v Jugoslaviji in Sloveniji.
Na kongresu so za predsednika ZKS izvolili Milana Kučana, ki je na tem mestu zamenjal Andreja Marinca (ta ga je tudi predlagal za svojega naslednika). S tem so se v stranki začeli počasni reformni procesi, ki so jih podrobneje določili na konferenci ZKS aprila 1988. Nova usmeritev je povzročila polarizacijo in velik osip članstva, ki se je po izrednem kongresu ZKS decembra 1989 še povečal. Demokratična opozicija tedaj še ni bila organizirana, vendar je postajalo vedno očitneje, da gre monopolna vloga komunistične partije h koncu. Tudi člani ZKS so že izražali zahteve po hitrejši demokratizaciji.
Pod pritiskom javnosti in reformistov je vodstvo ZKS v začetku devetdesetih let razglasilo, da sestopa z oblasti, in tako v Sloveniji omogočilo miren prehod na večstrankarski politični sistem. ZKS se je februarja 1991 preimenovala v Stranko demokratične prenove in s tem nakazala preobrazbo v sodobno levičarsko stranko.